# Боннар, Пьер
Пьер Бонна́р (фр. Pierre Bonnard; 3 октября 1867 года, Париж — 23 января 1947 года, Ле-Канне, деп. Приморские Альпы) — французский живописец и график, вошедший в историю искусства как один из величайших колористов XX века. В молодости возглавлял группу художников «Наби».

## Биография
Родом из семьи чиновника, Боннар сначала изучал юриспруденцию в Сорбонне, а затем учился в Академии Жюлиана в Париже, затем в Школе изящных искусств, где в 1888 г. образовалась группа «Наби», в которую вошли Рансон, Дени, Серюзье, Вюйар, Руссель, а позднее к ним присоединился Валлотон. Под влиянием Гогена и искусства японской гравюры художники локализовали цвет, делали свою живопись более плоскостной. Однако самое сильное влияние японской гравюры видно в работах именно Боннара, которого даже называли «японствующим Наби».
Пьер Боннар был хорошо знаком с Амбруазом Волларом и запечатлел его на нескольких своих портретах. Боннар выставлял свои работы на «Салоне независимых» и познакомился с Тулуз-Лотреком. В 1905 г. вместе с Эдуаром Вюйаром отправился в поездку по Испании, за которой последовали путешествия в Бельгию, Голландию, Англию, Италию, Алжир, Тунис и южную Францию. В 1925 г. Боннар приобрёл дом на Лазурном берегу, в Ле-Канне. Художник пережил немецкую оккупацию Парижа и в 1946 году устроил ретроспективную выставку своих произведений. Умер Боннар в Ле-Канне 23 января 1947 года.

## Творческая манера
Последний проводник эстетики импрессионизма, как его называли, Пьер Боннар критиковал импрессионистов за недоработанность композиции и натуралистичность цвета. Художник мягких, приглушённых тонов и отношений, Боннар одним из первых открыл внутреннюю или даже интимную жизнь женщины. Он писал интерьеры, средиземноморские и парижские пейзажи, бытовые сценки. Под конец жизни Боннар обратился к насыщенным цветовым сочетаниям, создавая изысканные красочные композиции.

## Боннар как иллюстратор
Иллюстрировал книги Октава Мирбо, «Естественные истории» Ренара. Боннар автор 109 литографий для сборника стихов французского поэта Поля Верлена «Параллельно» (Parallèment, 1889).

## В литературе
Жизнь и творчество Пьера Боннара описывается в романе «Море» (2005) ирландского писателя Джона Бенвилла, удостоенном Букеровской премии (2005).

## Галерея

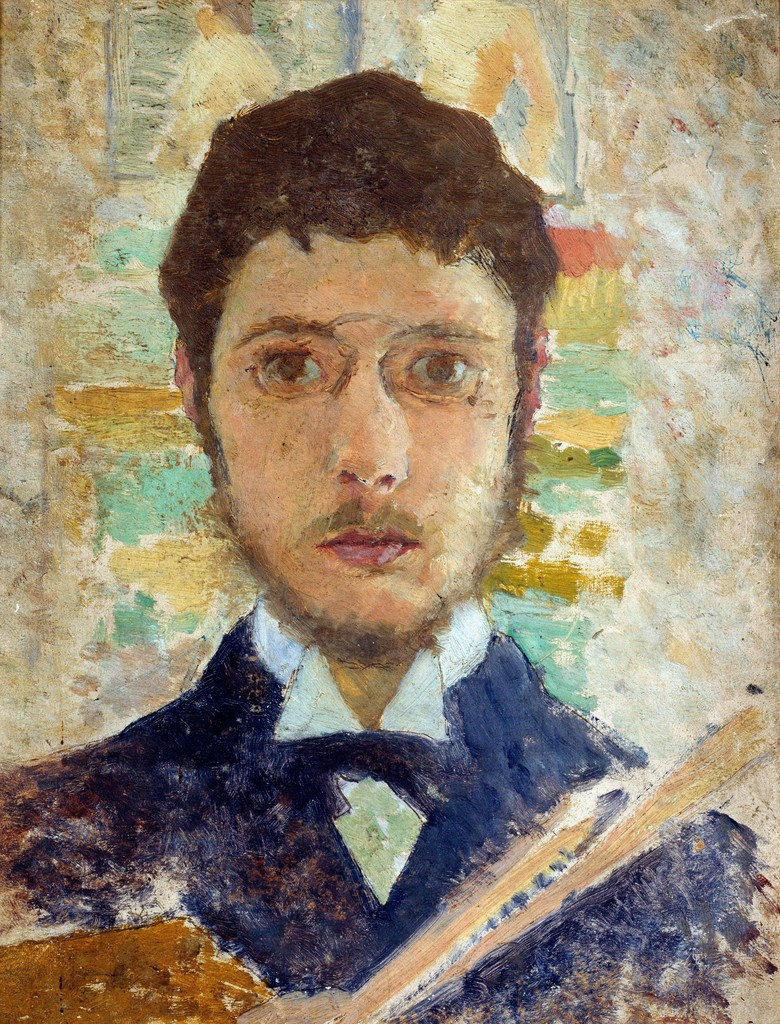
Автопортрет (1889)
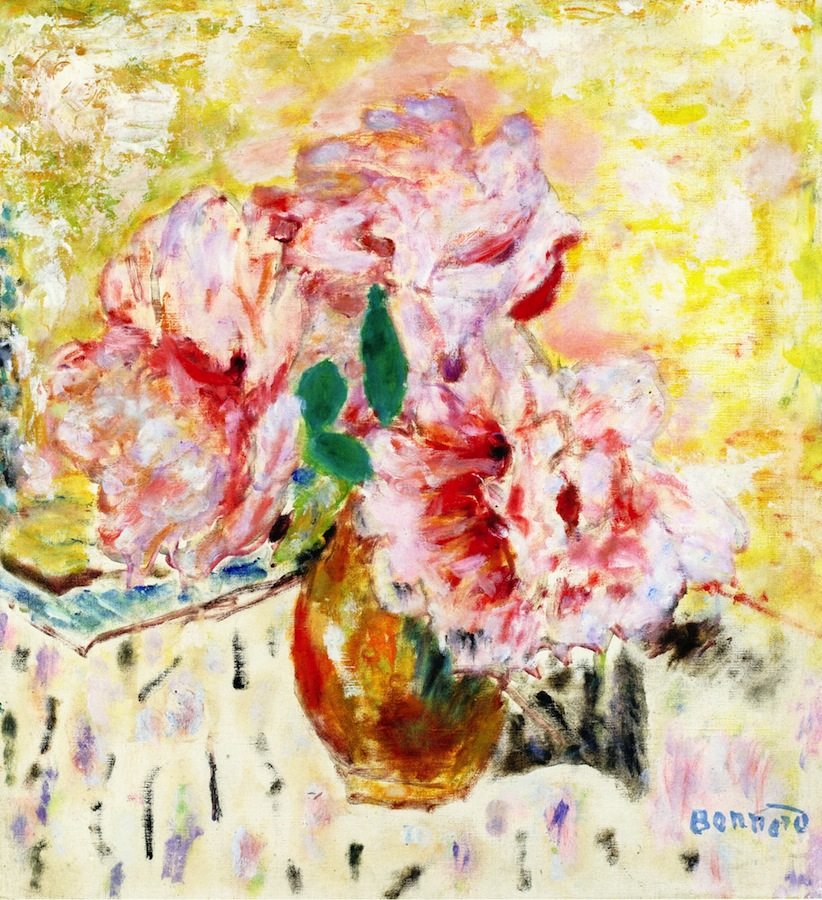
П. Боннар. Пионы
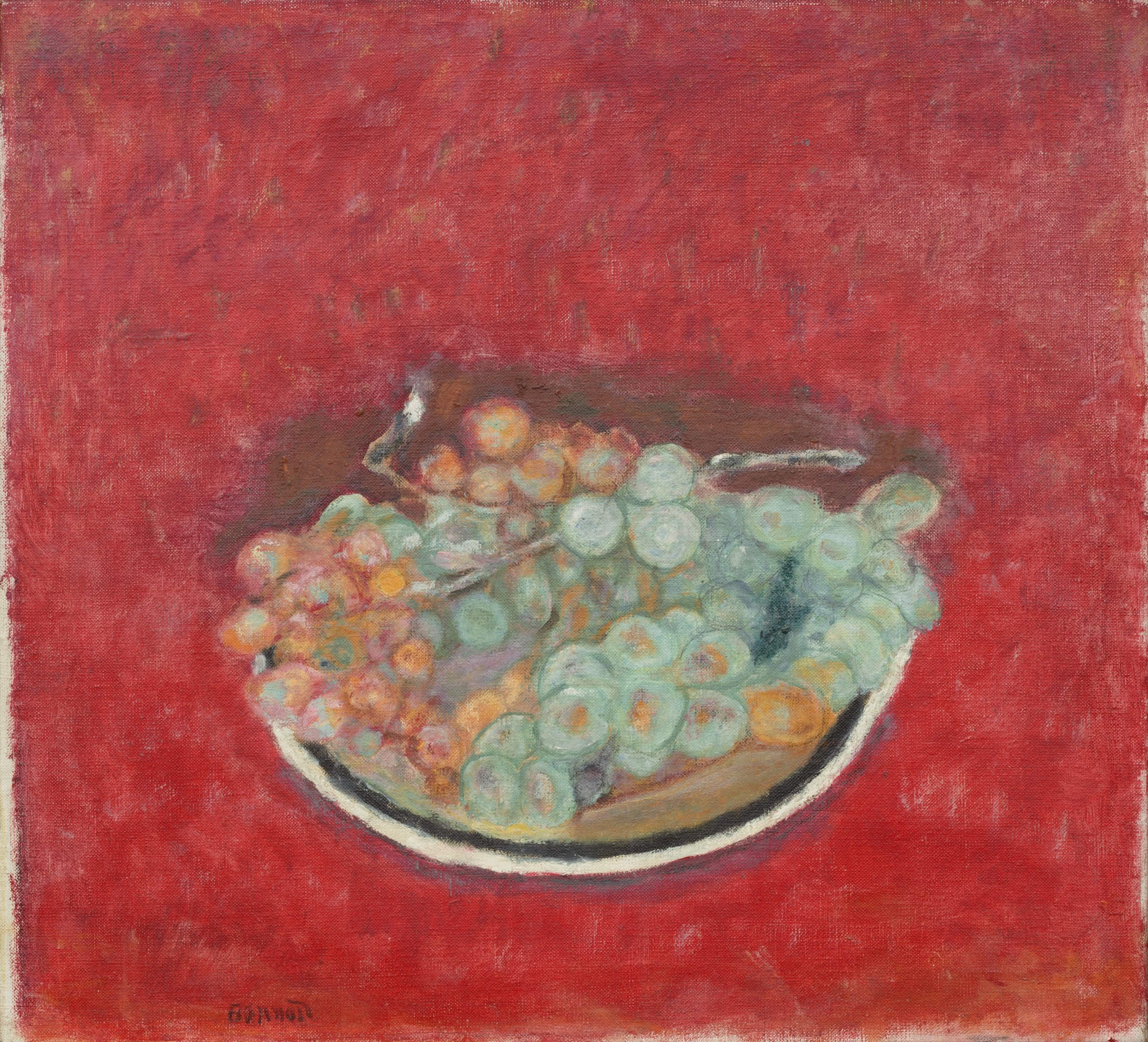
Виноград
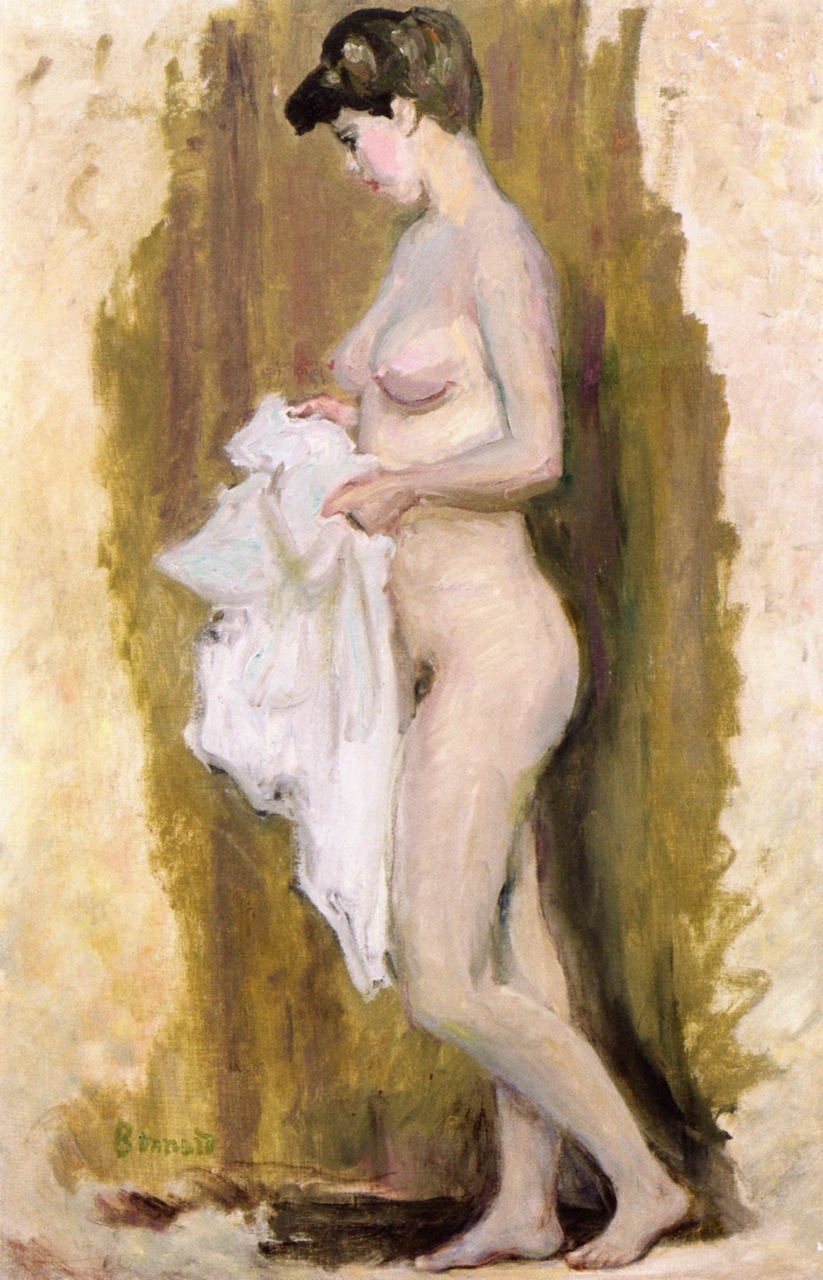
Стоящая обнаженная
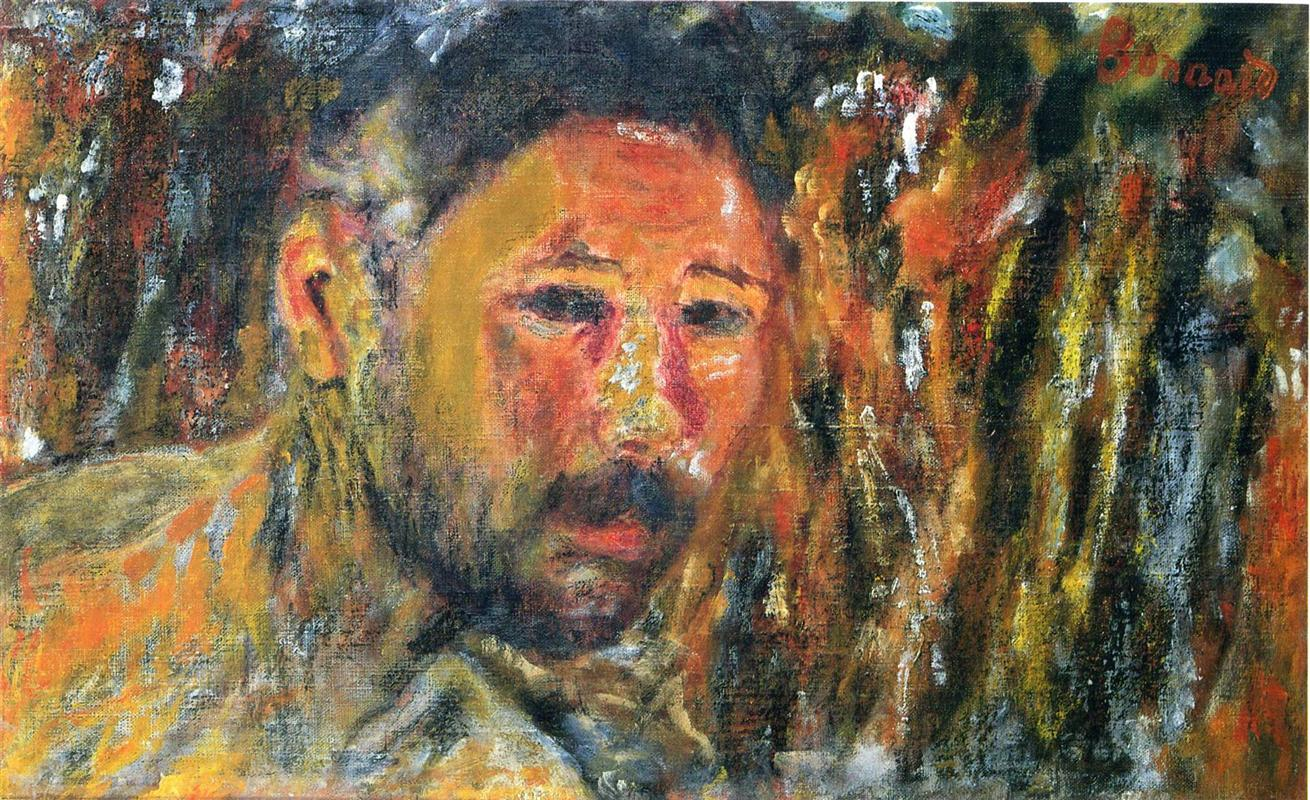
Автопортрет (1925)
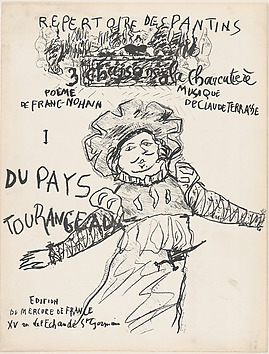
Рисунок
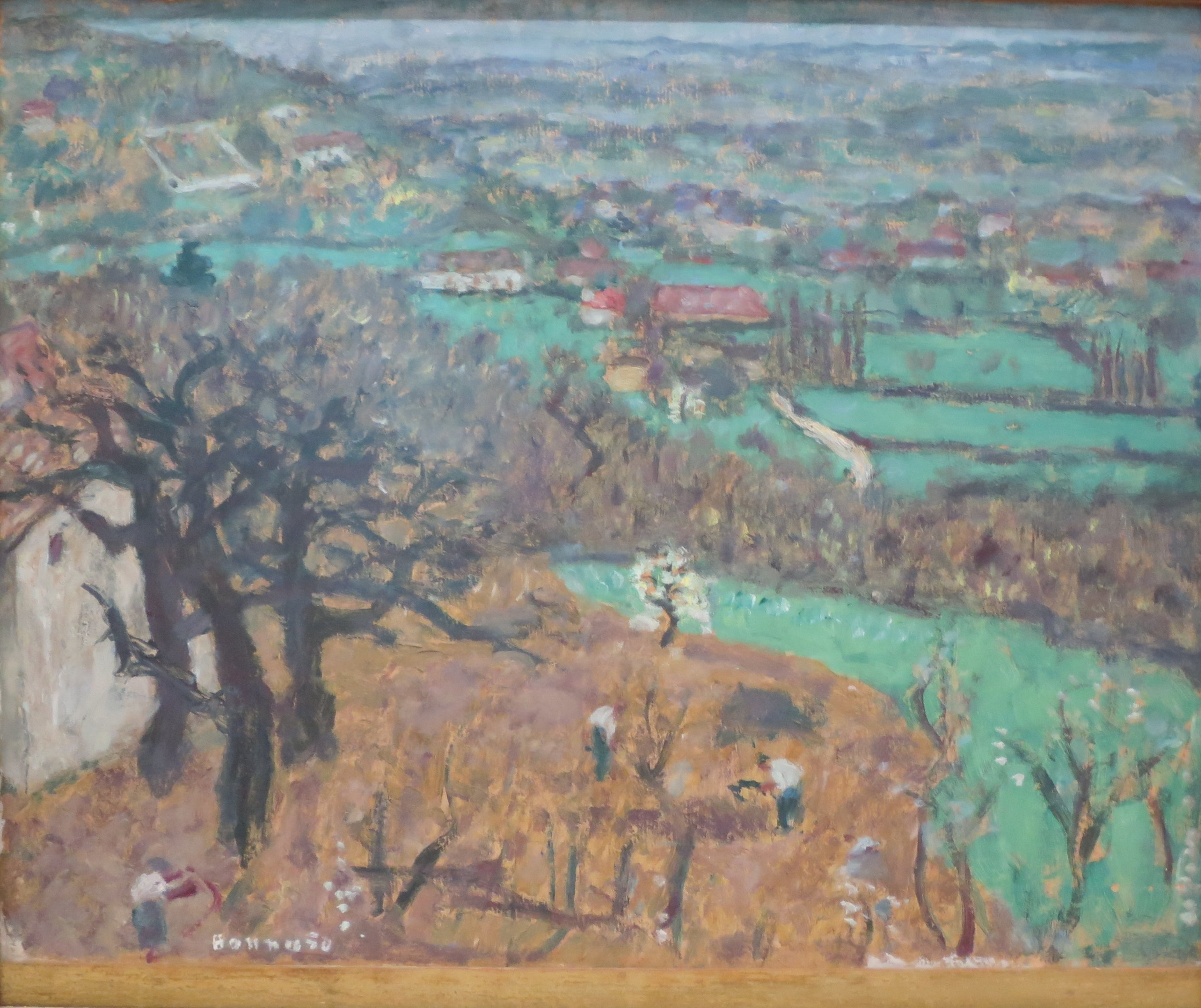
Пейзаж
Автопортрет (1945)

## Работы
- «Упражнения» (1890)
- «Женщина и собака» (1891)
- «Две собаки» (1891)
- «Столовая в загородном доме» (1913)